# Amphisbaena

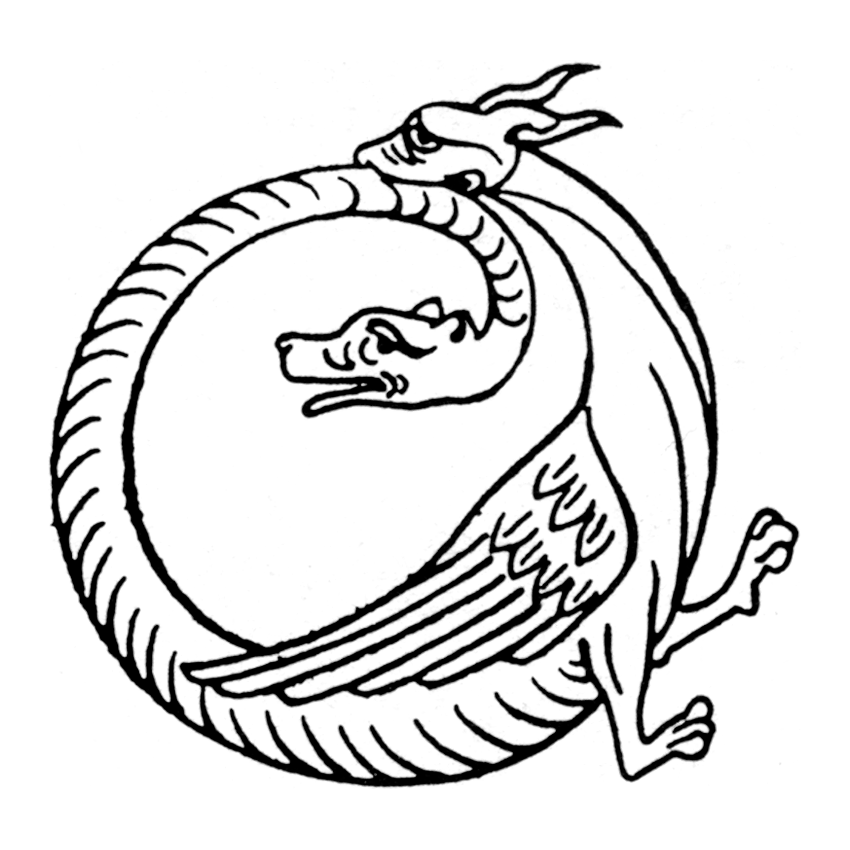
Amphisbaena

Amphisbaena är i den grekiska mytologin en stor orm med ett huvud i vardera änden som äter myror. Den kallas också "Myrornas Moder". 
Amphisbaena föddes ur blodet som droppade från Medusas avhuggna huvud när Perseus flög över den libyska öknen med det i handen. Senare stötte Catos armé på odjuret tillsammans med andra ormar. Amphisbaena åt av arméns efterlämnade lik.
I Monsterboken (1985) till rollspelet Drakar och Demoner kallas amphisbaena för "ambiorm".